# Kanton La Rochelle-6
Der Kanton La Rochelle-6 war von 1985 bis 2015 ein französischer Wahlkreis im Arrondissement La Rochelle, im Département Charente-Maritime und in der damaligen Region Poitou-Charentes. Die landesweiten Änderungen in der Zusammensetzung der Kantone brachten im März 2015 seine Auflösung. Vertreter im Generalrat des Départements war zuletzt für die Jahre 2004–2015 Denis Leroy. 
Der Kanton bestand aus einem Teil der Stadt La Rochelle.